# Криптосистема Дамгорда — Юрика
Криптосистема Дамгорда — Юрика — криптосистема с открытым ключом, предложенная Иваном Дамгордом и Мадсом Юриком в 2000 году. Является обобщением криптосистемы Пэйе для больших модулей с целью расширения области применения.

## Предпосылки: обобщение схемы Пэйе
Описываемая криптосистема использует расчётный модуль {\displaystyle {n^{s+1}}}, где {\displaystyle n} — модуль RSA, а {\displaystyle s} — натуральное число. В случае {\displaystyle s=1} представляет собой схему криптосистемы Пэйе.
Пусть {\displaystyle {n=pq}}, где {\displaystyle p} и {\displaystyle q} — нечётные простые числа. Мультипликативная группа {\displaystyle {Z_{n^{s+1}}^{*}}} является декартовым произведением {\displaystyle {G\times H}}, где {\displaystyle G} — циклическая группа порядка {\displaystyle {n^{s}}}, а {\displaystyle H} изоморфна группе {\displaystyle {Z_{n}^{*}}}. Таким образом, факторгруппа {\displaystyle {{\overline {G}}=Z_{n^{s+1}}^{*}/}} {\displaystyle H} тоже является циклической порядка {\displaystyle {n^{s}}}. Каждому произвольному элементу {\displaystyle {a\in Z_{n^{s+1}}^{*}}} ставится в соответствие элемент {\displaystyle {{\overline {a}}=aH}} из факторгруппы {\displaystyle {\overline {G}}}.
Имеет место следующая полезная лемма: для любых {\displaystyle s<p,q}, элемент {\displaystyle N+1} имеет порядок {\displaystyle {n^{s}}} в мультипликативной группе {\displaystyle {Z_{n^{s+1}}^{*}}}.
Как только порядок {\displaystyle H} становится взаимно простым с {\displaystyle {n^{s}}}, можно считать, что элемент {\displaystyle {{\overline {1+n}}:=(1+n)H\in {\overline {G}}}} является генератором группы {\displaystyle {\overline {G}}}, кроме, возможно, {\displaystyle s\geqslant p,q}. Таким образом, смежными классами для {\displaystyle H} и {\displaystyle {Z_{n^{s+1}}^{*}}} являются
{\displaystyle {H,(1+n)H,(1+n)^{2}H,\dots ,(1+n)^{n^{s}-1},}}
что приводит к естественной нумерации этих смежных классов.
Ещё одним техническим приёмом, необходимым для обоснования дальнейших вычислений, является простой способ определения {\displaystyle i} по {\displaystyle {(1+n)^{i}{\bmod {n}}^{s+1}}}. Пусть {\displaystyle {L(b)=(b-1)/}}{\displaystyle n}, тогда
{\displaystyle {L((1+n)^{i}{\bmod {n}}^{s+1})=\left(i+{\dbinom {i}{2}}n+...+{\dbinom {i}{s}}n^{s-1}\right){\bmod {n}}^{s}}}
Далее последовательно вычисляются
{\displaystyle {i_{1}=i{\bmod {n}},i_{2}=i{\bmod {n}}^{2},\dots }}
Достаточно вычислить лишь {\displaystyle i_{1}}:
{\displaystyle {i_{1}=L((1+n)i{\bmod {n}}^{2})=i{\bmod {n}}}}
Дальнейшие вычисления проводятся по индукции: на {\displaystyle j}-ом шаге известно {\displaystyle i_{j-1}}. Тогда {\displaystyle {i_{j}=i_{j-1}+kn^{j-1}}} для некоторого {\displaystyle {0\leq k<n}}. Тогда:
{\displaystyle {L((1+n)^{i}{\bmod {n}}^{j+1})=\left(i_{j}+{\dbinom {i_{j}}{2}}n+...+{\dbinom {i_{j}}{j}}n^{(j-1)}\right){\bmod {n}}^{j}}}
Каждый член {\displaystyle {{\dbinom {i_{j}}{t+1}}n^{t}}} для {\displaystyle {j>t>0}} удовлетворяет {\displaystyle {{\dbinom {i_{j}}{t+1}}n^{t}={\dbinom {i_{j-1}}{t+1}}n^{t}{\bmod {n}}^{j}}}. Следовательно
{\displaystyle {L((1+n)^{i}{\bmod {n}}^{j+1})=\left(i_{j-1}+kn^{j-1}+{\dbinom {i_{j-1}}{2}}n+...+{\dbinom {i_{j-1}}{j}}n^{(j-1)}\right){\bmod {n}}^{j}}}
Таким образом,
{\displaystyle {i_{j}=i_{j-1}+kn^{j-1}=i_{j-1}+L((1+n)^{i}{\bmod {n}}^{j+1})-\left(i_{j-1}+{\dbinom {i_{j-1}}{2}}n+\dots +{\dbinom {i_{j-1}}{j}}n^{(j-1)}\right){\bmod {n}}^{j}=L((1+n)^{i}{\bmod {n}}^{j+1})-\left({\dbinom {i_{j-1}}{2}}n+\dots +{\dbinom {i_{j-1}}{j}}n^{(j-1)}\right){\bmod {n}}^{j}}}

## Описание схемы

### Генерация ключа
1. Случайно и независимо друг от друга выбирается два больших простых числа {\displaystyle p} и {\displaystyle q};
2. Вычисляется {\displaystyle n=pq} и {\displaystyle \lambda } как наименьшее общее кратное чисел {\displaystyle {p-1}} и {\displaystyle {q-1}};
3. Выбирается элемент {\displaystyle {g\in {\mathbb {Z} }_{n^{s+1}}^{*}}} такой, что {\displaystyle {g=(1+n)^{j}x{\bmod {n}}^{s+1}}} для заданного {\displaystyle j} является взаимно простым с {\displaystyle n} и {\displaystyle {x\in H}}. Этот шаг можно упростить, если сначала случайно выбрать {\displaystyle j} и {\displaystyle x}, а затем по ним вычислить {\displaystyle g}.
4. Выбирается {\displaystyle d} такое, что {\displaystyle {d{\bmod {n}}\in {\mathbb {Z} }_{n}^{*}}} и {\displaystyle {d=0{\bmod {\lambda }}}} (с использованием китайской теоремы об остатках). Например, за {\displaystyle d} можно взять {\displaystyle {\lambda }}, как и в схеме Пэйе.

Таким образом, открытым ключом будет пара {\displaystyle (n,g)}, а секретным — {\displaystyle d}.

### Шифрование
1. Пусть {\displaystyle m} — шифруемое сообщение, причем {\displaystyle {m\in {\mathbb {Z} }_{n^{s}}}};
2. Выбирается случайное {\displaystyle r}, такое, что {\displaystyle {r\in {\mathbb {Z} }_{n^{s+1}}^{*}}};
3. Вычисляется шифртекст: {\displaystyle {c=g^{m}\cdot r^{n^{s}}{\bmod {n}}^{s+1}}}.

### Расшифровка
1. Пусть {\displaystyle c} — шифртекст, причем {\displaystyle {c\in {\mathbb {Z} }_{n^{s+1}}^{*}}};
2. Вычисляется {\displaystyle {c^{d}{\bmod {n}}^{s+1}}}. Если {\displaystyle c} — действующий шифртекст, то {\displaystyle {c^{d}=(g^{m}r^{n^{s}})^{d}=((1+n)^{jm}x^{m}r^{n^{s}})^{d}=(1+n)^{jmd{\bmod {n}}^{s}}(x^{m}r^{n^{s}})^{d{\bmod {\lambda }}}=(1+n)^{jmd{\bmod {n}}^{s}}}}
3. По указанному выше алгоритму вычисляется {\displaystyle {jid{\bmod {n}}^{s}}}. Поскольку произведение {\displaystyle {jd}} уже известно, осталось вычислить {\displaystyle {m=(jmd)\cdot (jd)^{-1}{\bmod {n}}^{s}}}.

### Гомоморфизм
Система гомоморфна относительно сложения в {\displaystyle {Z_{n^{s}}}}:
{\displaystyle {{\mathcal {E}}(x_{1})\cdot {\mathcal {E}}(x_{2})={\mathcal {E}}(x_{1}+x_{2}\;{\bmod {\;}}n^{s})}}.